# Ictis

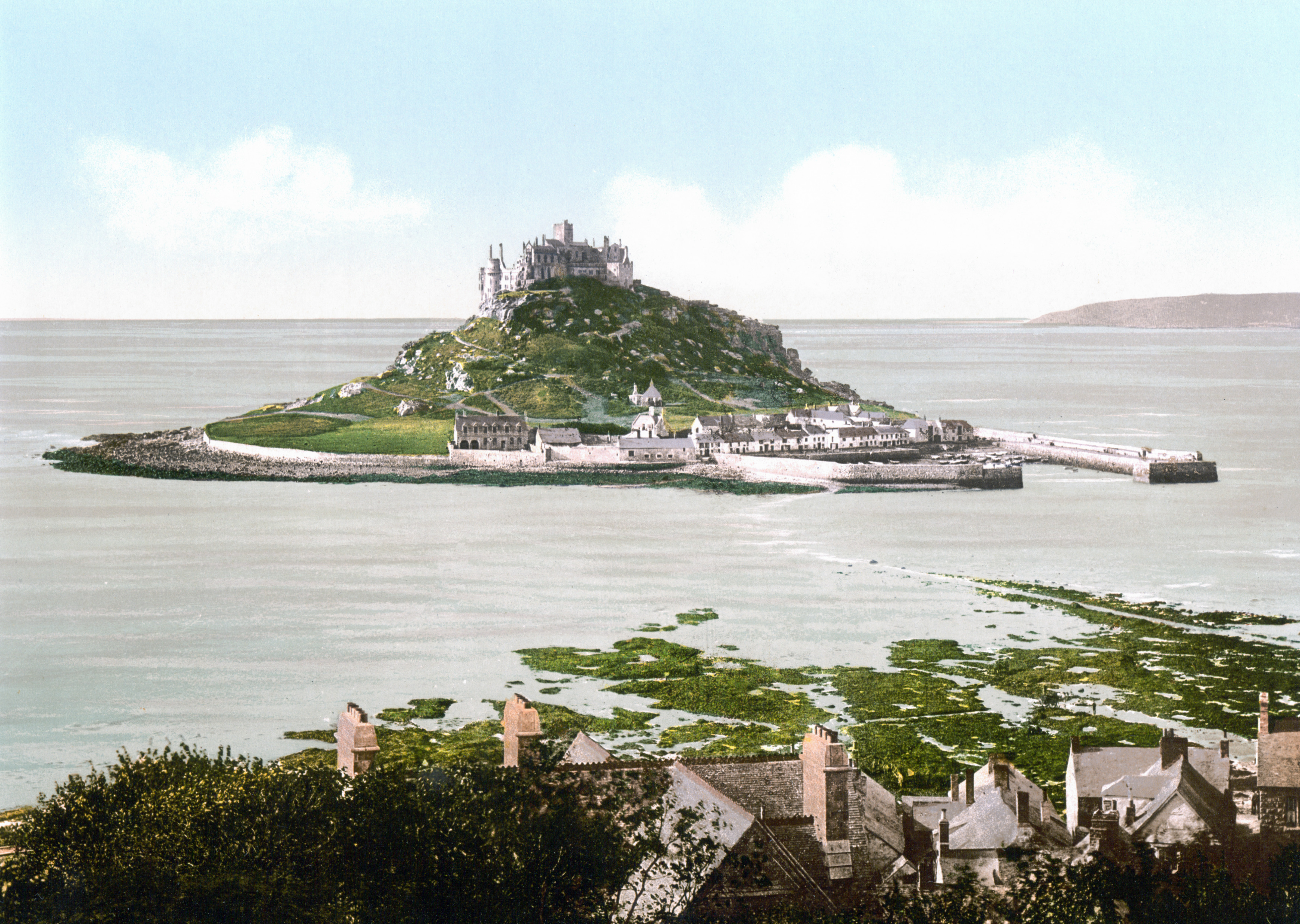
St Michael's Mount, een van de vele kandidaten voor het eiland Ictis

Ictis, of Iktin, is of was een eiland omschreven als een centrum van de tinhandel in de Bibliotheca historica van de Siciliaanse-Griekse historicus Diodorus Siculus, geschreven in de 1e eeuw v.Chr..
Het is algemeen aanvaard dat Ictis een eiland was ergens voor de zuidkust van het huidige Engeland gelegen, maar wetenschappers debatteren nog steeds over de precieze locatie. Kandidaten zijn onder andere: St Michael's Mount en Looe Island voor de kust van Cornwall, het Mount Batten-schiereiland aan de kust van Devon, en het Isle of Wight verder naar het oosten.

## Primaire bronnen
Diodoros van Sicilië, die werkte tussen ongeveer 60 en 30 v.Chr., wordt verondersteld voor zijn verslag van de geografie van Groot-Brittannië zich gebaseerd te hebben op een verloren werk van Pytheas, een Griekse ontdekkingsreiziger uit Massilia. Pytheas schreef de Massilische Periplus, een zeemansgids over een reis langs de kust van Groot-Brittannië aan het einde van de vierde eeuw voor Christus, op zoek naar de bron van barnsteen. Het verslag van de reis van Pytheas ging in de oudheid verloren, maar het was nog bekend bij latere schrijvers, onder wie Timaeus, Posidonius, Plinius de Oudere en Strabo. Hun werk is tegenstrijdig, maar er kan uit afgeleid worden wat Pytheas vermeldde. Geen enkele andere bron met betrekking tot de tinhandel in de oudheid is bekend.
Een paar zinnen van Diodorus zijn naar men aanneemt een beschrijving van de winning van Cornisch tin rond de tijd van de reis van Pytheas. Hij zegt:
De bewoners van dat deel van Brittannië dat Belerion heet, zijn erg gesteld op vreemdelingen en gezien hun omgang met buitenlandse kooplieden beschaafd in hun levenswijze. Zij bereiden het tin door het zeer zorgvuldig bewerken van de aarde, waaruit het wordt voortgebracht. De grond is rotsachtig, maar bevat ertsaderen, waarvan de voortbrengselen worden vermalen, gesmolten en gezuiverd. Ze slaan het metaal in een massa met de vorm van knokkels en voeren het af naar een zeker eiland voor de kust van Brittannië, genaamd Iktis. Tijdens de eb van het getij valt de tussenliggende ruimte droog en zij vervoeren het tin in overvloed in hun wagens naar het eiland... Hier dan kopen de handelaren het tin van de inboorlingen en brengen het over naar Gallië en na een reis over land van ongeveer dertig dagen brengen ze uiteindelijk hun lading op paarden naar de monding van de Rhône.

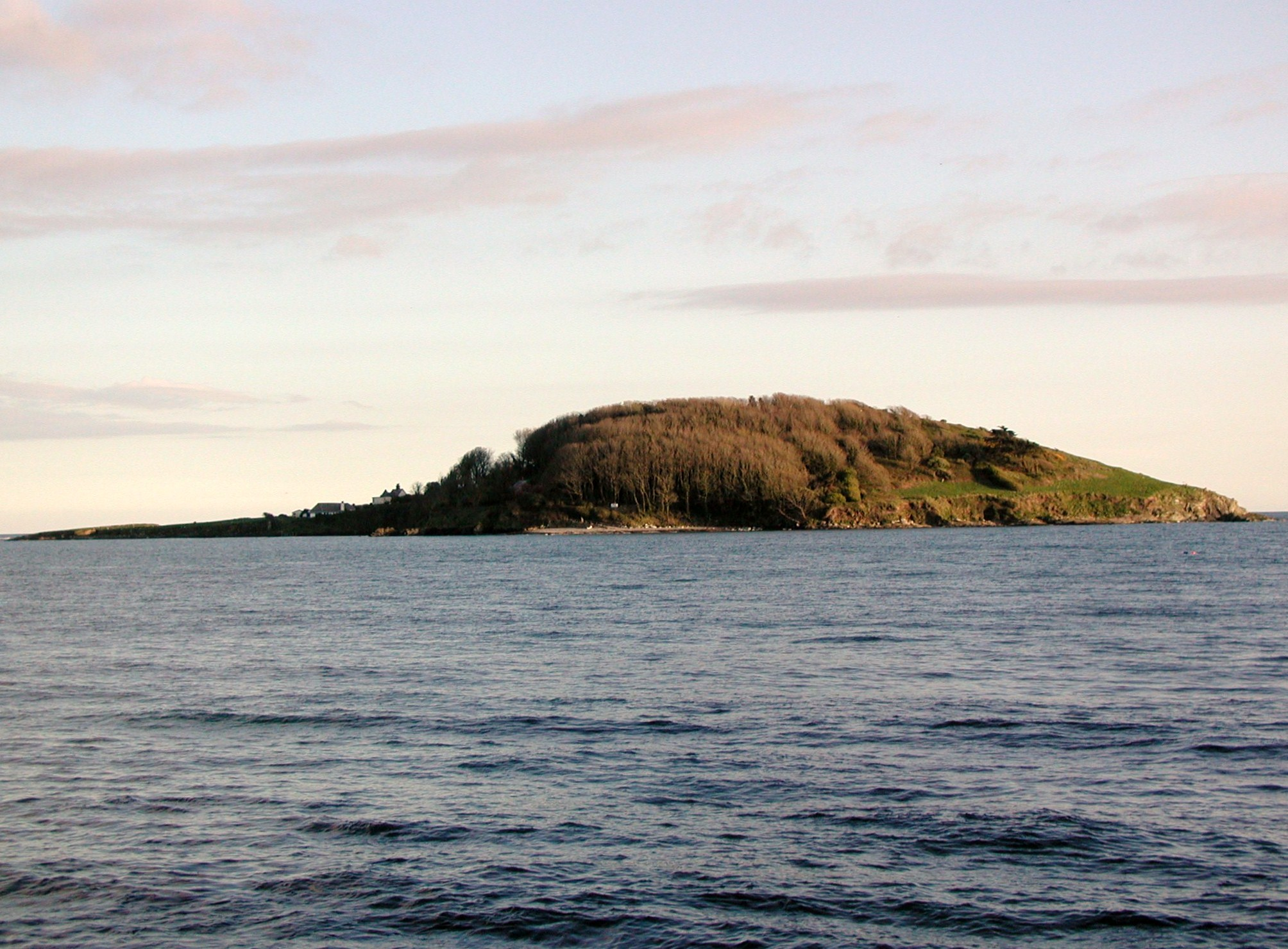
Looe Island, Cornwall, een ander eiland waarvan gesuggereerd is dat het Ictis zou kunnen zijn

In de Griekse tekst van Diodorus wordt de naam in de accusatief weergegeven als "Iktin", zodat vertalers hebben afgeleid dat de nominatieve vorm van de naam "Iktis" was. In het Middeleeuwse kerklatijn, dat slechts zelden de letter "k" gebruikte, werd dit "Ictis". Sommige historici betwijfelen echter of "Ictis" juist is en geven de voorkeur aan "Iktin".
In Boek IV van zijn Naturalis Historia, citeert Plinius Timaeus en verwijst naar een "insulam Mictim" (het eiland Mictis, of misschien Mictim): "Er is een eiland genaamd Mictis dat binnen zes dagen varen van Brittannië ligt, waar tin wordt gevonden, en waarnaar de Britten oversteken in boten van vlechtwerk bedekt met gestikte dierenhuiden."
Er is gesuggereerd dat "insulam Mictim" een corruptie is van insulam Ictim, en waarschijnlijk baseren zowel Diodorus als Plinius zich op dezelfde primaire bron. In dat geval zouden Ictis en Mictis identiek zijn, maar het zouden ook verschillende locaties kunnen vertegenwoordigen. De uitdrukking "binnen zes dagen" kan worden uitgelegd als "heen en terug", en drie dagen varen vanuit Groot-Brittannië brengt een boot ergens aan de Atlantische kust van wat nu Frankrijk is.
Strabo, een tijdgenoot van Diodorus, beschrijft in zijn Geographika dat het Britse tin verscheept werd vanuit Massilia aan de Middellandse kust van Gallië.
Julius Caesar zegt in zijn Commentarii de bello Gallico over de Veneti: "Dit laatstgenoemde volk was veruit de machtigste aan de kust van Armorica: met een grote vloot bedreven zij de handel tussen hun eigen havens en Brittannië, ze wisten meer over de scheepvaart en navigatie dan wie dan ook in dat deel van de wereld".

## Debat
William Camden, de historicus, meende dat de naam "Ictis" zo gelijkaardig was aan "Vectis", de Latijn naam voor het Isle of Wight, dat de twee waarschijnlijk hetzelfde eiland waren. De oudheidkundige William Borlase (1696-1772) opperde dat Ictis voor de kust van Cornwall moet hebben gelegen en een algemene of bijzondere naam voor een schiereiland aldaar kon zijn geweest.
In 1960 concludeerde Gavin de Beer dat de meest waarschijnlijke locatie van Iktin (de vorm van de naam die zijn voorkeur had) St Michael's Mount was, een getijdeneiland nabij de stad Marazion in Cornwall. Het effect van het getij is in overeenstemming met wat er gezegd wordt door Diodorus, en De Beer nam daarbij de andere voordelen van St Michael's Mount voor de Britten in overweging. Deze identificatie wordt ondersteund door de Roman Britain Organization op haar website.
In 1972 maakte I. S. Maxwell een afweging over niet minder dan twaalf mogelijke locaties. In 1983, na opgravingen, stelde de archeoloog Barry Cunliffe voor om het Mount Batten schiereiland nabij Plymouth als de locatie van Ictis. Niet ver van de monding van de rivier Erme heeft een opgraving van een scheepswrak blokken van het oude tin opgeleverd, die een handel langs de kust aangeeft, hoewel de datering van de vindplaats moeilijk is en het mogelijk is dat het niet toebehoort aan de Bronstijd.
Het oordeel van Miranda Aldhouse-Green in The Celtic World (1996) was dat:
De twee plaatsen die met de grootste waarschijnlijkheid voor Ictis in aanmerking komen, zijn: het eiland St Michael's Mount te Cornwall en het schiereiland van Mount Batten in de Plymouth Sound (Cunliffe 1983; Hawkes 1984) ... Mount Batten lijkt archeologisch het waarschijnlijkst want er is een aantal vondsten uit die plaats bekend die een aanwijzing zijn dat het een vooraanstaande positie in de internationale handel innam vanaf de vierde eeuw voor Christus tot de eerste eeuw na Christus (Cunliffe 1988).